# Johnny Quilty
John Francis „Johnny“ Quilty (* 21. Januar 1921 in Ottawa, Ontario; † 12. September 1969 ebenda) war ein kanadischer Eishockeyspieler, der während seiner aktiven Laufbahn unter anderem für die Montréal Canadiens und Boston Bruins in der National Hockey League spielte. Sein Vater Sylvester Quilty, Mitglied der Canada’s Sports Hall of Fame, war für das Canadian-Football-Team der Ottawa Rough Riders aktiv.

## Karriere
Quilty war zunächst als Junior für die Eishockeymannschaft des Glebe Collegiate Institute in Ottawa aktiv, ehe er von 1937 bis 1940 als Mitglied der katholischen St. Patrick’s High School in seiner Geburtsstadt auflief. Als Free Agent wurde er im Oktober 1940 von den Montréal Canadiens in die National Hockey League geholt. In seiner Debütsaison, die Spielzeit 1940/41, war der Linksschütze mit 18 Toren und 16 Assists in 48 Partien erfolgreich, wofür der Kanadier mit der Calder Trophy ausgezeichnet wurde. In der Endausscheidung setzte sich der Mittelstürmer gegen Torwart Johnny Mowers von den Detroit Red Wings durch. Der Stürmer absolvierte eine weitere Saison im Trikot der Canadiens, bevor Quilty während des Zweiten Weltkrieges Militärdienst für sein Vaterland leistete. Im Anschluss stand der Offensivakteur vorwiegend für unterklassige Teams auf dem Eis, unter anderem ebenfalls für die Springfield Indians in der American Hockey League.
Im Frühjahr 1947 kehrte Quilty nach Montréal zurück, ehe ihn die Canadiens kurz vor Weihnachten 1947 in einem drei Spieler umfassenden Tauschhandel an die Boston Bruins abgaben. Quilty, der in sechs NHL-Partien fünf Punkte für Boston erzielte, kollidierte am 12. Januar 1948 in einem Spiel gegen die Chicago Black Hawks mit deren Verteidiger Bob Goldham an der blauen Linie und zog sich einen Beinbruch zu, was das Saisonende zur Folge hatte. Danach bestritt der Kanadier nie mehr eine NHL-Partie. Er entschied sich nach seiner Genesung zur Rückkehr nach Ottawa und spielte noch einige Zeit Eishockey für die Teams der Royal Canadian Air Force.
1991 wurde er mit der Aufnahme in die Ottawa Sports Hall of Fame geehrt.

## Erfolge und Auszeichnungen
- 1941 Calder Trophy
- 1952 ECSHL – MVP